# チャスラヴ・クロニミロヴィチ
チャスラヴ・クロニミロヴィチ (ギリシア語: Τζεέσθλαβος, セルビア語キリル・アルファベット: Часлав Клонимировић[a]  890年代 – 960年)は、セルビア人の公（在位: 927年ごろ - 960年ごろ）[b]。スラヴ人の諸部族を統合することでセルビア公国を大幅に広げ、その版図はアドリア海沿岸からサヴァ川、モラヴァ川峡谷にまで及んだ。チャスラヴは9世紀の君主ヴラスティミルと共に、中世セルビアの建国者と見なされている。
チャスラヴは、851年から880年にかけて共同公の地位にあったストロイミルの孫で、890年代に活躍したクロニミルの子である。また彼は知られている限り、7世紀前半からセルビアを支配していたセルビア史上最初の王朝であるヴラスティミル朝の最後の君主である。母はブルガール人の貴族女性で、第一次ブルガリア帝国のボリス1世が自らクロニミルの妻として選んだ人物だった。

## 背景
セルビアの公ヴラスティミルが没した後、公国は3人の息子による寡頭制を取った。すなわちムティミル、ゴイニク、ストロイミルの3人で、長男ムティミルが最も強い権限を持っていた。
880年代、ムティミルが公位を独占し、弟たちを追放した。ストロイミルの子クロニミルは、第一次ブルガリア帝国のボリス1世の宮廷に逃れた。これは何らかの裏切り行為に端を発している可能性が高い。ゴイニクの子ペタルは政治的理由によりムティミルによってセルビアに留め置かれていたが、間もなくクロアチアに脱出した。
ムティミルの死後、その子のプリビスラヴが公国を継承したが、その統治は1年しか持たなかった。ペタルが帰国してプリビスラヴを破り、公位を奪ったからである。入れ替わりにプリビスラヴは兄弟のブランやステファンと共にクロアチアへ逃れた。ブランは戦いに敗れ、目を潰された。これは東ローマ帝国において伝統的に行われた、君主の位に就く資格を奪う処置であった。896年、クロニミルがボリス1世の後押しを受けてセルビアに戻ってきた。彼はデスティニコンの重要な要塞を占領したものの、戦いに敗れて殺された。
第一次ブルガリア帝国は、東ローマ帝国との戦争を経て、東南ヨーロッパにおける事実上の最強国の地位を獲得した。ブルガール人は、機を見て侵略する戦略に長けていた。彼らの侵攻を受けた時、東ローマ帝国はアナトリアでのアラブ人との戦争に忙殺されており、バルカン半島ではほとんど抵抗できなかったのである。

## 生涯

### ブルガリア帝国での前半生
チャスラヴは890年代、少なくとも896年以前に、ブルガリア帝国の首都プレスラフで生まれ、シメオン1世の宮廷で育った。父はクロニミルで、母はブルガール人の貴族だった。
924年、チャスラヴはブルガリアの大軍と共にセルビアへ送り込まれた。ブルガリア帝国軍はセルビアの中でも豊かな地域を荒らしまわり、当時のセルビア公ザハリヤをクロアチアへ追いやった。シメオン1世は新しいセルビア公に忠誠を誓わせるという名目でセルビア人領主たちを集めたが、チャスラヴを公位につける代わりに、この領主たちを全員捕らえて、セルビアをブルガリア帝国へ併合してしまった。これによりブルガリア帝国の版図は西方へ大幅に拡大し、強力な同盟者であるミハイロの治めるザフムリェやクロアチアといったバルカン半島西部の諸国と国境を接するまでになった。なおクロアチアに亡命したザハリヤは、間もなく死去している。当時のクロアチアの支配者は、クロアチア史上最大級の英傑トミスラヴであった。

### セルビア公
ブルガリア帝国の支配は927年まで続いたが、セルビア人はこれを快く思わず、多くがクロアチアや東ローマ帝国へ亡命した。927年にシメオン1世が没すると、チャスラヴは4人の友人と共にセルビアへ脱出した。セルビア人の支持を受けたチャスラヴがセルビア公国を再興すると、すぐに多くの亡命セルビア人が戻ってきた。チャスラヴは直ちに東ローマ皇帝ロマノス1世レカペノスへ臣従し、金銭的・外交的な支援を引き出すことに成功した。チャスラヴはその治世を通して東ローマ帝国と緊密な関係を維持した。このため、セルビアには教会を中心に東ローマ帝国の影響力が大いに浸透した。なお正教についてはブルガリア帝国からも影響を受けている。これが後の東西教会分裂時に、セルビアが他のスラヴ人諸教会と異なりカトリック圏ではなく正教圏に属することに繋がる決定的な画期となった。多くの学者は、セルビア人はカトリックと正教いずれの道にも進むことができたと考えている。ただ、この時代の宗教に関する史料は乏しい。
チャスラヴはセルビア公国の拡大に乗り出し、トラヴニアやボスニアの一部を併合した。ただ彼の公国の正確な国境線がどこまで及んだのかは分かっていない。さらに彼は、925年以降歴史上から姿を消しているザフムリェのミハイロの支配領域をも併呑した。

### マジャル人との戦争と死

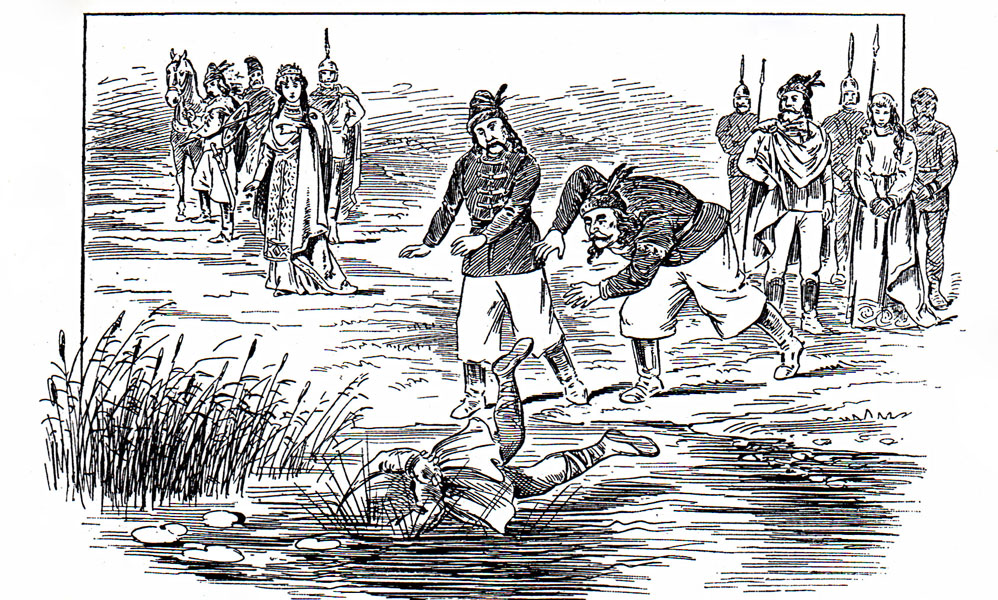
チャスラヴの処刑

894年、東ローマ皇帝レオーン6世はブルガリア帝国と戦うにあたりマジャル人を雇い入れた。彼らは翌895年に、カルパチア盆地を征服した。その後しばらくは、マジャル人は西方の諸国へ意識を向けていたが、934年と943年にバルカン半島を南進し、東ローマ帝国領のトラキアまで荒らしまわった。
コンスタンティノス7世の『帝国統治論』によると、キサ率いるマジャル人がボスニアに侵攻したので、チャスラヴは急いで迎撃に向かい、ドリナ川河畔で相対した。この戦闘はマジャル人の大敗に終わり、キサはチャスラヴ配下のヴォイヴォダであるラシュカのティホミルに殺された。これを賞するため、チャスラヴは娘をティホミルに嫁がせた。一方でマジャル人側では、キサの未亡人が復讐のための軍勢を自分に預けるよう族長たちに掛け合っていた。未亡人は「数知れぬ」軍勢を率いて舞い戻り、スルミアでチャスラヴに奇襲をかけた。夜中に行われた襲撃は成功し、チャスラヴは親族の男性全員と共に捕らえられた。未亡人の命により、彼らは全員手を縛られてサヴァ川に投げ込まれて死んだ。この事件はコンスタンティノス7世の没後に起きたため『帝国統治論』に記録が無く、その時期は960年もしくはそれより少し後のことと考えられている。

## 死後のセルビア

1045年ごろの東ローマ帝国。かつてのセルビア公国領はテマ・シルミウム（Sirmium）となっている。

チャスラヴの没後は、『帝国統治論』でも言及された娘婿ティホミルがラシュカを統治したように、各地の貴族たちが自立し割拠した。
971年から976年の間に、東ローマ皇帝ヨハネス1世ツィミスケス (在位: 969年–976年)のもとで行政区画カテパナート・ティス・ラス（ラシュカのカテパニキオン）が設置された。ここの総督（ストラテゴス）のヨハネス1世時代の印から、先代のニケフォロス2世フォカスの時代で既にラシュカに東ローマ帝国の支配が及んでいた可能性が見て取れる。ラスのプロトパタリオスとカテパノの地位には、ヨハネスという名の東ローマ帝国の総督が就いていた。ヨハネス1世時代のラスのカテパノの記録は残っていない。間もなく東ローマ帝国はブルガリア帝国との戦争でラシュカを失い、1018年ごろに一時的に回復してテマ・シルミウムを置いたものの、その領域はかつてのラシュカに及ばなかった。またチャスラヴ没後、ボスニアが新興勢力として台頭してきた。
990年代、ヨヴァン・ヴラディミルがセルビア貴族の中で台頭した。彼はアドリア海沿いのバールを本拠地とし、トラヴニヤやザフムリェを含む、セルビア公国領だったポモリェ（海岸地帯）のほとんどを支配下に置いた。彼の勢力はさらに西や北へ伸び、ザゴリェ (「後背地」の意、セルビアとボスニアの内陸部)まで及んでいた可能性がある。東ローマ帝国の歴史家ゲオルギオス・ケドレノスは、この国家を「トリュマリアもしくはセルビア」と呼んでいる。ラドイチッチやオストロゴルスキーによれば、東ローマ帝国はこれをゼタと呼んだ。東ローマ皇帝バシレイオス2世が対ブルガリア帝国包囲網の結成にあたりヴラディミルに接近したのも、彼が周辺のスラヴ人諸貴族の中でいかに群を抜いた存在だったかを示している。アナトリアでの戦争も抱えていたバシレイオス2世は、マケドニアの大部分を支配しているブルガリアのツァーリサムイルと戦うべく、ヴラディミルの力を頼った。しかしサムイルはこの報復として997年にドゥクリャに侵攻し、ダルマチアをザダルまで北上して、ボスニアやセルビアをブルガリア帝国に併合した。そしてヴラディミルを降して、傀儡としてこの地を治めさせた。

## 後世への影響
セルビアの作家ステヴァン・スレマツ (1855年–1906年)は、1903年にVeliki župan Časlav（大ジュパンチャスラヴ）を著している。

## 家族
ドゥクリャ司祭年代記によれば、チャスラヴには娘が一人いた。彼女は名前が知られておらず、後のラシュカ領主ティホミルに嫁いだ。